# Корковаду (гора)
Корковаду (порт. Corcovado, що означає «горбун») — гора на території Ріо-де-Жанейро, Бразилія.

## Географія

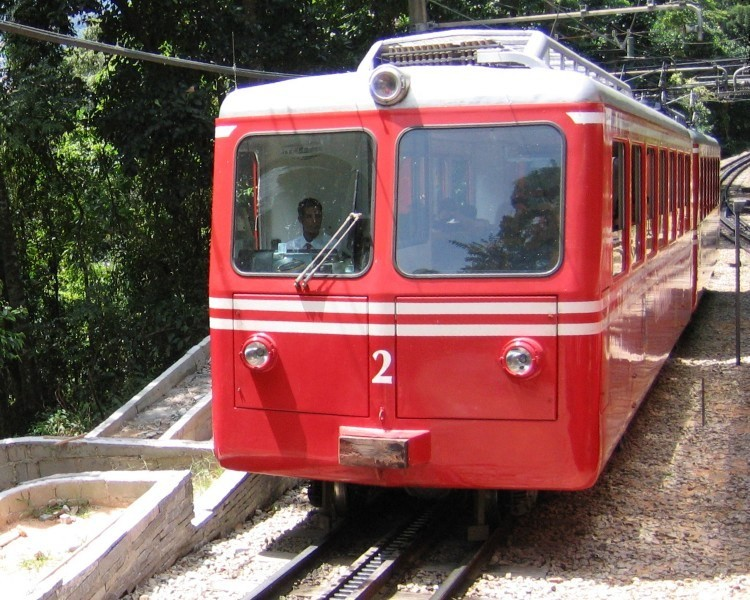
Залізниця на вершину Корковаду

Гранітний пік 710-метрової висоти розташований у лісі Тіжука, в національному парку, в межах міста. Гора Корковаду лежить на захід від центру Ріо-де-Жанейро та видима з великої відстані із багатьох районів міста. Гора всесвітньо відома завдяки статуї Ісуса Христа заввишки 38 метрів, що стоїть на її вершині. Статуя також відома як «Христос-Спаситель» або «Ісус на Корковаду».

## Відвідування
До вершини та статуї можна дістатися вузькою автомобільною дорогою або 3,8 кілометровою зубчастою залізницею «Корковаду», що була відкрита в 1884 році і реставрована у 1980. Залізниця використовує одночасно три електричні потяги з двох вагонів кожен, загальною пасажиромісткістю 540 пасажирів за годину. Подорож залізницею займає приблизно 20 хвилин і відбувається кожні 20 хвилин. Завдяки обмеженій пасажиромісткості, очікування місця на станції може зайняти декілька годин. Від кінцевої станції поїзду і дороги до оглядового майданчика біля підніжжя статуї можна дістатися сходами у 223 сходинки, ліфтами та ескалаторами. Це один з найпопулярніших туристичних атракціонів в Ріо-де-Жанейро протягом всього року.

## Панорама

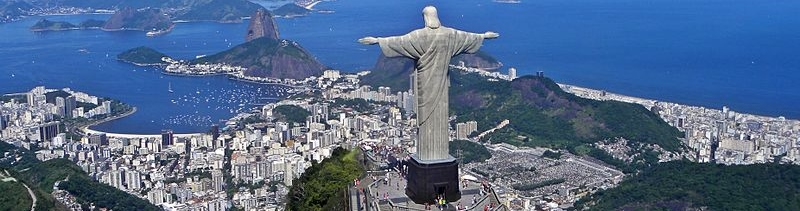
Вид з гори Корковаду на узбережжя Ріо-де-Жанейро

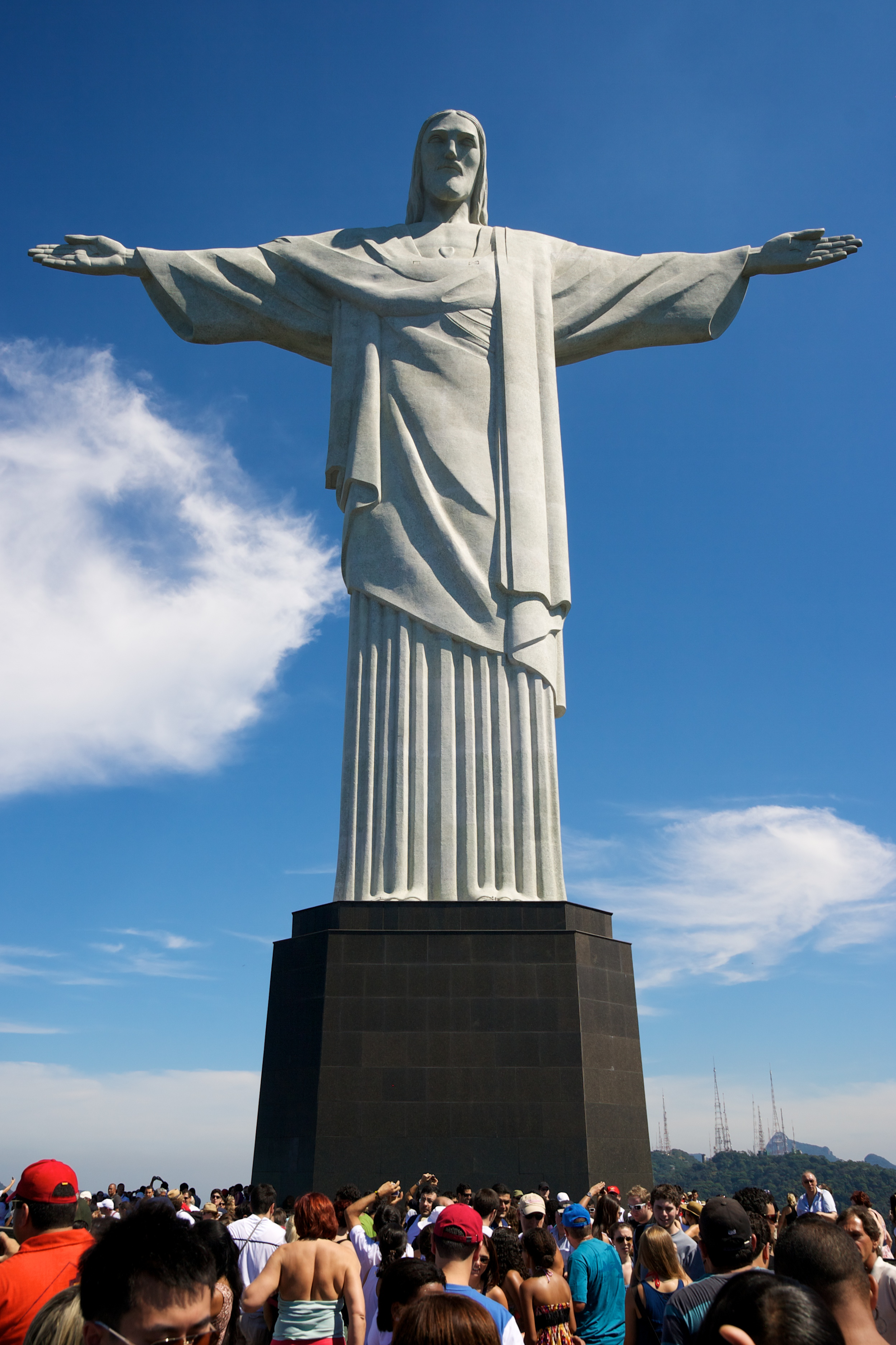
Статуя Христа-Спасителя на горі Корковаду